# 大分海洋宮殿水族館
大分海洋宫殿水族馆（日语：大分マリーンパレス水族館，英语：Oita Marine Palace Aquarium）是位于大分县大分市高崎山下海岸的水族馆，俗称“海之卵”。1964年，作为大分生态水族馆海洋宫殿开业。2004年4月1日，经过翻新，以大分海洋宫殿水族馆“海之卵”重新开业。其理念为“接触式水族馆”，旨在让游客与自然状态下的动物互动。

## 简介
该水族馆由原“大分生态水族馆海洋宫殿”改建而成，规模扩大了约三倍，展出约500种、15,000只动物。水族馆位于大分和别府之间的国道10号沿线，朝别府湾。它隔着国道10号和日丰本线与高崎山自然动物园相邻，可通过人行天桥到达。

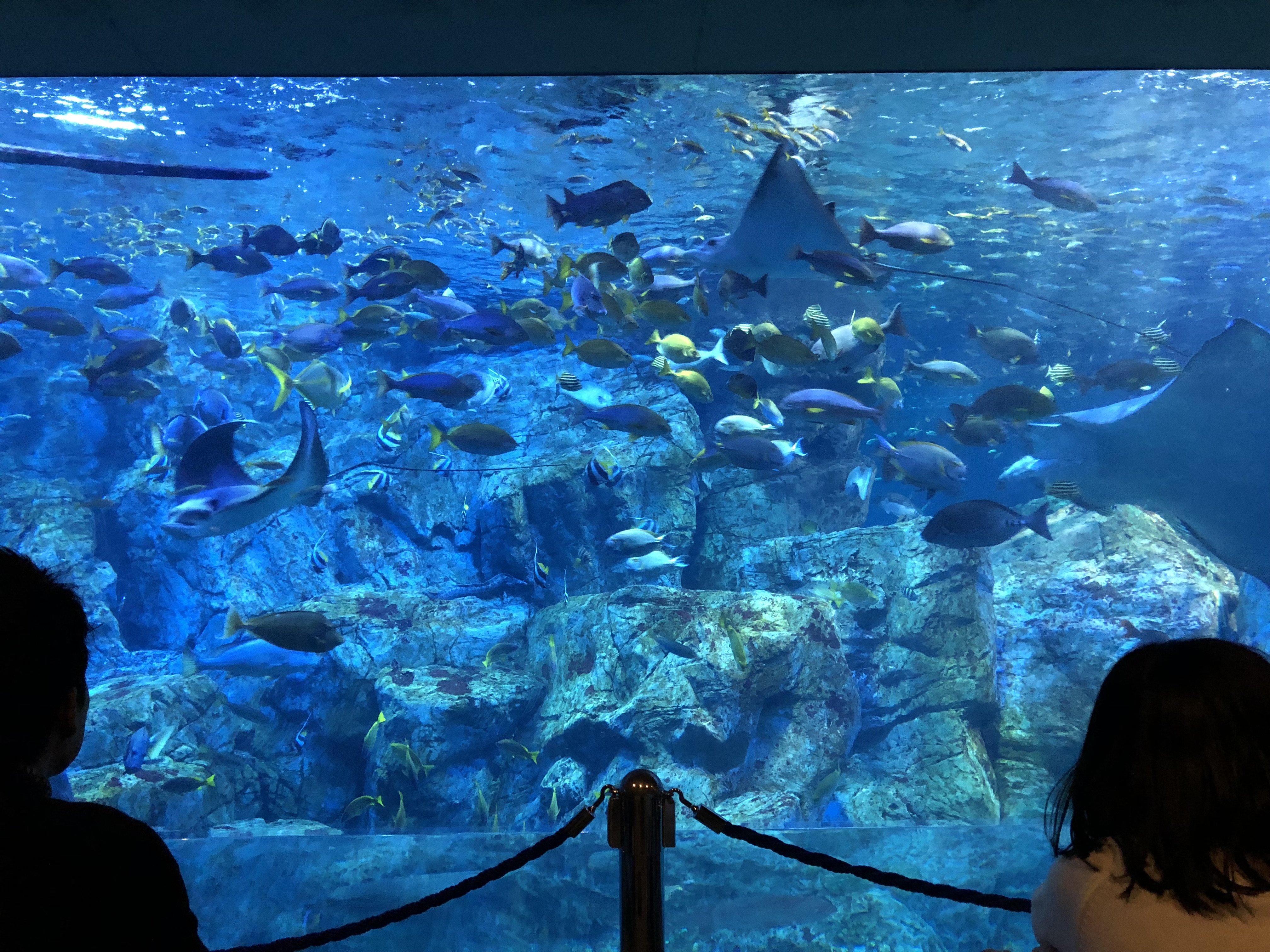
大洄游式水槽

水族馆内有多个水槽，最大的水槽可容纳1,250吨水。海豚水槽设计成人工海岸，拥有白色的沙滩，饲养着稀有的热带斑海豚和日本唯一的长吻真海豚。大分水族馆每天都会举办多场表演，让游客近距离观察各种动物。最受欢迎的表演包括海豚表演和海象表演。
2005年，该馆凭借一只海象仰卧起坐的广告获得了第44届福冈广告协会奖金奖。2013年，它在TripAdvisor的“2013年度动物园和水族馆排名：最佳游览地点”中的水族馆类别排名第6位。在2005年7月号的《日经Trendy》的“动物主题公园排名（水族馆类别）”中名列第二。2015年，它在“黄金周旅游趋势调查”中，在县内各旅游设施的游客人数方面排名第一。

## 历史

### 大分生态水族馆 海洋宫殿

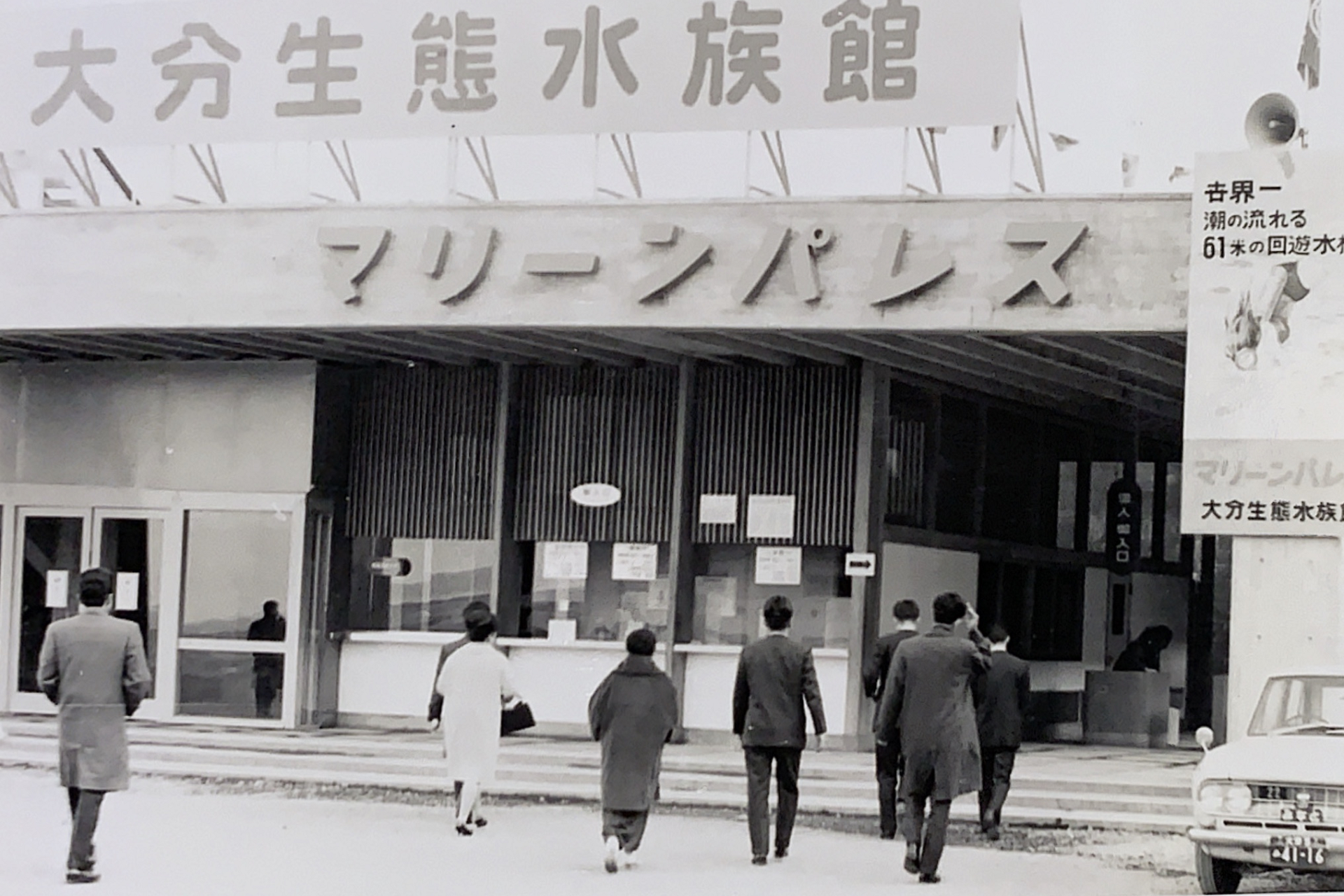
1960年代的大分生态水族馆

旧海洋宫由前大分市长上田保设计，于1964年10月向公众开放。它拥有世界上第一个潮汐式洄游水槽，并在开业七年内成为日本游客数量最多的水族馆。此外，自开业以来，海洋宫还设立了研究部门，开展学术研究。1966年7月，实验区开放，并于9月实现了世界上首次鱼类杂技表演。当时的天皇昭和和香淳皇后、皇太子明仁和太子妃也曾到访水族馆。

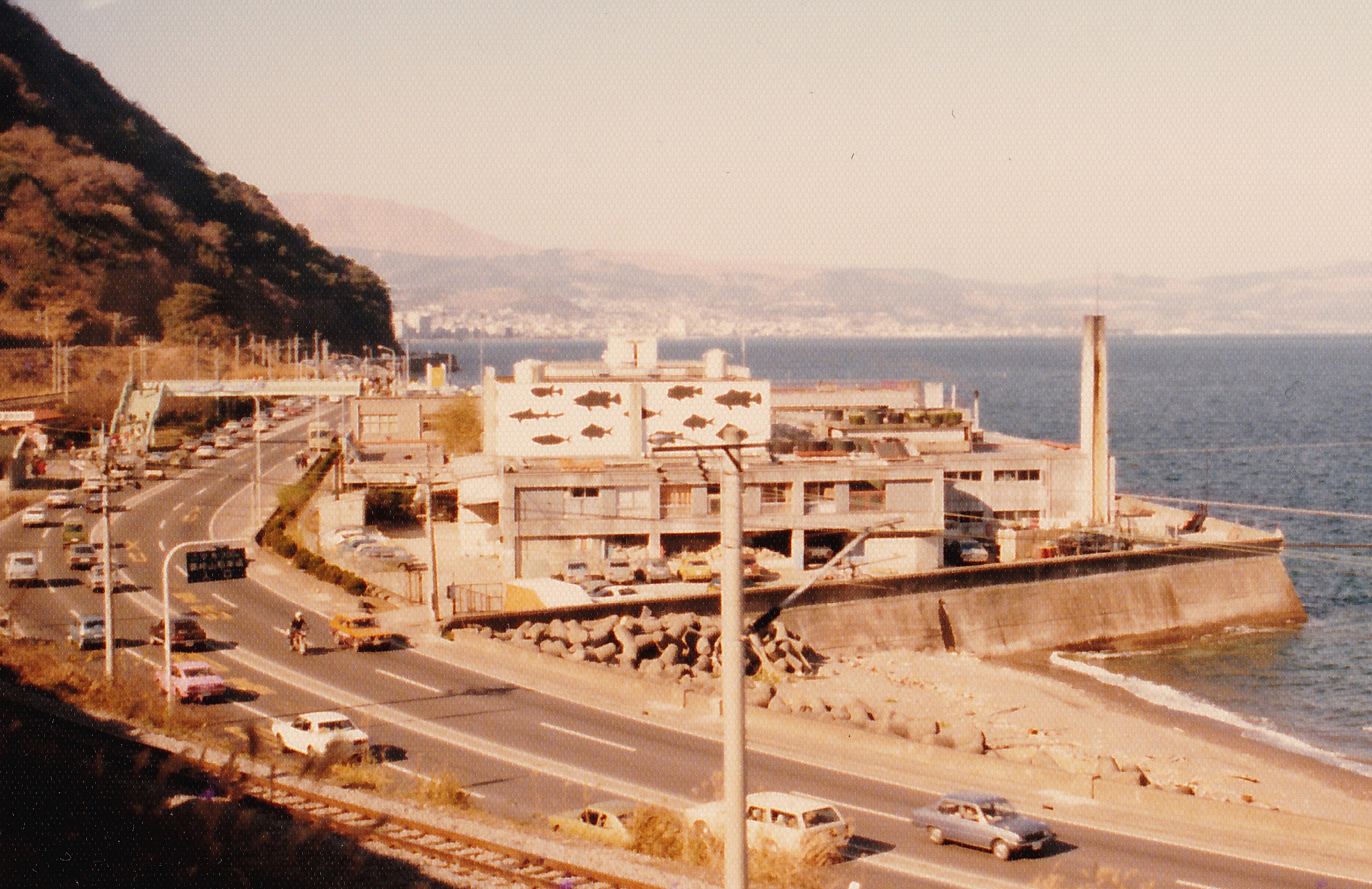
从日丰本线看到的大分生态水族馆

1981年，水族馆被文部科学省指定为博物馆。1995年，在台湾捕获的一条怀孕鲸鲨产下一条62厘米长的幼鱼，开启了世界上首例鲸鲨幼鱼圈养项目。该幼鱼被命名为“吉吉”，并向公众开放。同时，水族馆还设立了新的“鲸鲨角”，展示鲸鲨卵壳和胎儿的标本。吉吉被饲养了三年，最终长到了370厘米。2003年12月，由于别大国道拓宽，旧建筑被拆除，该区域被改造成人行道和道路。

### 大分海洋宫殿水族馆“海之卵”

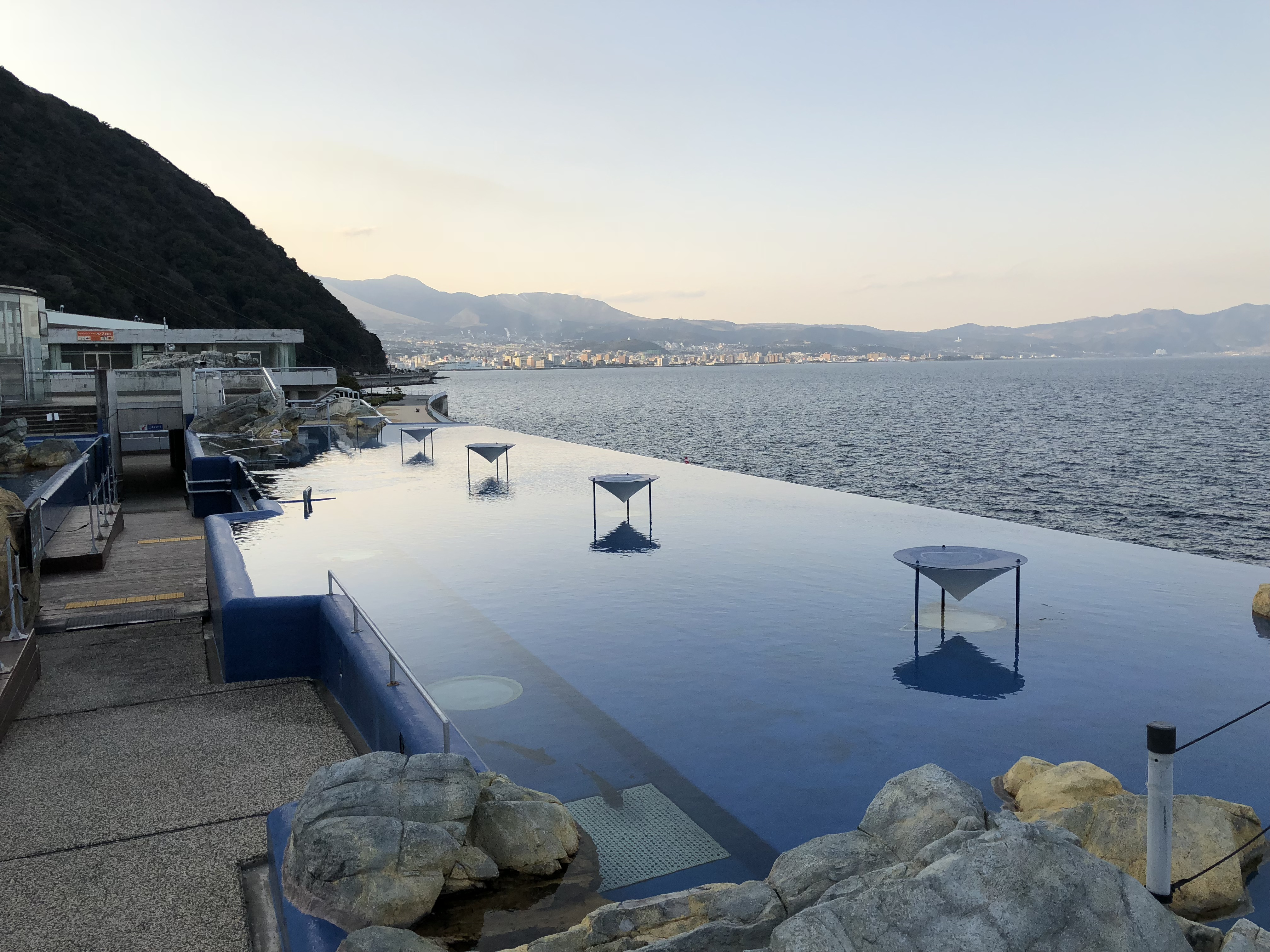
大分海洋宫殿和别府湾

新馆于2002年4月起就开始动工，2004年4月1日，水族馆翻新后重新开放，并更名为大分海洋宫殿水族馆“海之卵”。
2009年5月4日累计游客总数达到500万人次。8月4日，由水族馆监制的WiiWare游戏《SEAFARM：我的海豚秀》正式发售。2015年10月17日累计游客总数突破1000万。

## 交通
- 从大分市大分站、别府市别府站、别府北滨等地乘坐大分交通巴士，在“高崎山自然动物园”站下车。[17]
- 附近有日丰本线，横跨国道10号线，但没有车站。最近的车站是东别府站，步行约15分钟。